# 霸王茶姬
霸王茶姬（英語：CHAGEE，NASDAQ：CHA）是中国的茶饮料品牌，总部位于四川省成都市锦江区，主打“原叶茶+鲜奶”的“鲜奶茶”饮品。该品牌由张俊杰首创于2017年6月，并于同年11月于云南首开门店。截至2025年2月，霸王茶姬的全球门店超过6,275家，全球会员数突破1.77亿。

## 历史
霸王茶姬于2017年6月由张俊杰创立，品牌名称源自京剧经典曲目《霸王别姬》，标识为水墨风格的虞姬形象，主要售卖水果茶、奶茶等现制茶饮饮品。同年11月17日，首家门店在云南昆明五一路开业，其后发展为中国西南地区的知名茶饮品牌。2019年，开始进军海外，先后进入马来西亚、新加坡、泰国等东南亚市场。2021年6月，总部由云南省昆明市迁往四川省成都市锦江区。2021年9月，霸王茶姬对品牌进行升级改造，使用全新英文名称“CHAGEE”，标识改为白底红色的京剧花旦脸谱，参考奢侈品门店风格设计新门店，并加入中国古建筑中的榫卯结构，全国首家旗舰店在成都春熙路开业。
2022年，霸王茶姬重新规划产品线，转为深耕“鲜奶茶”领域，并将2017年上市的一款茉莉雪芽奶茶作为主推产品，并定名为“伯牙绝弦”，此举引起了巨大的市场反响，2023年，“伯牙绝弦”年销量达2.3亿杯，创下全国新茶饮行业单品销量纪录。
2024年，霸王茶姬新增三种店型：有听障人士担任门店店员的无声门店、24小时营业门店以及宠物友好门店，同年，其产品“伯牙绝弦”当年累计销量突破6亿杯。
2023年底，霸王茶姬全球门店突破3,000家，截至2025年2月，霸王茶姬的全球门店超过6,275家，全球会员数突破1.77亿。2025年3月，中国证监会国际合作司发布关于Chagee Holdings Limited（茶姬控股有限公司）境外发行上市备案通知书，披露该公司拟发行不超过64,731,929股普通股并在美国纳斯达克或纽约证券交易所上市。同月，“霸王茶姬”主体公司茶姬控股向美国证券交易委员会公开提交招股书，股票代码定为CHA，并披露其2024年的净收入为124.06亿元人民币，净利润25.15亿元，净利润率20.3%。2025年4月17日，霸王茶姬在美国纳斯达克交易所上市。

## 海外市场

### 新加坡
霸王茶姬于2019年以特许经营模式首次进入新加坡市场，至2021年已扩展至全岛十二家门店。该品牌于2024年初撤销特许经营业务，转为公司直营门店。2024年8月2日，霸王茶姬在乌节门（英語：Orchardgateway）重返新加坡市场，随后相继在獅城大廈和萊佛士坊开设新店。 新加坡亦为霸王茶姬的东南亚区域总部。2025年5月，霸王茶姬在新加坡国立大学开设新加坡第一间手语门店。

## 争议

### 马来西亚“撕开奖”操纵争议
2024年11月，霸王茶姬为纪念品牌在马来西亚运营7周年举办“撕开奖”抽奖活动。一位马来西亚X用户“naquib”上传了一段走红视频，视频中一名霸王茶姬门店员工在未公开的门店内“检查”特制杯子，查看杯盖内小纸条上的奖项信息，此举引发网民对抽奖结果被操纵的质疑。视频走红后，霸王茶姬马来西亚对“naquib”提出诽谤诉讼，要求其立即删除视频以保护员工隐私。
事件在马来西亚引发公愤后，霸王茶姬随后发表道歉声明，表示该行为不代表公司标准。为防止类似事件再次发生，霸王茶姬已将实物奖品改为二维码抽奖方式。

### 九段线
霸王茶姬原计划于2025年3月在越南胡志明市开设首家门市，但因其推广的App内展示了九段线而引发越南反对，受此影响，该店的标志和招牌现已被拆除，其App已在越南的谷歌及苹果应用程序平台下架；胡志明市文化与体育局表示，将与警方约谈霸王茶姬越南分公司；马来西亚网友则在社群媒体上发起抵制行动。